# Dawna medycyna
Dawna medycyna, jej tajemnice i potęga: Egipt, Babilonia, Indie, Chiny, Meksyk, Peru (oryg. niem. Macht und Geheimnis der frühen Ärzte. Ägypten, Babylonien, Indien, China, Mexiko, Peru) – książka Jürgena Thorwalda.

## O książce
Jürgen Thorwald jest autorem licznych książek nt. historii medycyny, wielokrotnie wznawianych i tłumaczonych na języki obce, w tym na język polski (Stulecie chirurgów, Ginekolodzy, Kruchy dom duszy i in.). W Dawnej medycynie zaprezentował osiągnięcia starożytnej medycyny pięciu starożytnych kultur: Egiptu, Mezopotamii, Indii, Peru, Chin i Meksyku.
Autor wyodrębnił sześć rozdziałów. Każdy z nich rozpoczyna rys historyczny danej kultury. W treści rozdziałów znajdują się opisy poszukiwań zatartych śladów, które pozwalają domyślać się odpowiedzi na pytania, jakie choroby dręczyły ludzi w starożytności, jakie stosowano w tych czasach metody leczenia, jak kształcono lekarzy itp. Autor przytacza m.in. przykłady użycia ziół i pierwotnych antybiotyków, wykonywania – bez znieczulenia – zabiegów chirurgicznych, tj. amputacja, trepanacja, cięcie cesarskie, usuwanie zaćmy, przeszczepy skóry.
Książka została wydana w języku oryginalnym dziesięciokrotnie (lata 1962–1993), jako Macht und Geheimnis der Frühen Artzte: Agypten, Babbylonien, Indien, China, Mexiko, Peru. Była wielokrotnie publikowana w językach obcych, np. franc. Histoire de la médecine dans l'antiquité, (Hachette 1962, 1966), ang. Science and secrets of early medicine: Egypt, Mesopotamia, India, China, Mexico, Peru, hiszp. El Alba de la medicina: Egipto – Mesopotamia – India – China – México – Perú (1988). Przekład na język polski opracowali Albin Bandurski i Janina Schaniecka. Książkę wydało Ossolineum (1990) ISBN 83-04-03344-5 i Wydawnictwo Literackie (2017) ISBN 83-04-03344-5.

## Spis treści
1. Sunu – dawni lekarze nad Nilem[9]
2. Asu – lekarze w Asyrii i Babilonii[10]
3. Waidja – mędrcy dawnych Indii[11]
4. Lekarze dawnych Chin[12]
5. Lekarze dawnego Meksyku[13]
6. Lekarze dawnego Peru[14]

Spis źródeł bibliograficznych zajmuje 16 stron druku. Poszczególne pozycje przypisano do kolejnych rozdziałów i zamieszczono w kolejności odpowiadającej opisowi (autor zrezygnował ze stosowania odsyłaczy w tekście).
W książce zamieszczono tylko 6 fotografii, rozpoczynających rozdziały. Autor wyjaśniał, że opracowania wersji bogato ilustrowanej świadomie zaniechał, ponieważ stwierdził, że nawet początkowo przewidziane ok. 300 ilustracji nie wystarcza do zilustrowania 4 tys. lat historii medycyny. Za bardziej celowe uznał przybliżenie szerokiemu gronu czytelników elementów historii świata – historii ogólnej i historii kultury, które są niezbędne dla zrozumienia historii medycyny.

…Na podstawie nielicznych posiadanych i zawsze jednakowych zdjęć kilku mumii, szkieletów, znalezisk narzędzi, papirusów i glinianych tablic nie da się stworzyć ilustrowanej historii dawnej medycyny…